# III конная когорта римских граждан далматов
III конная когорта римских граждан далматов (лат. Cohors III Delmatarum equitata civium Romanorum) — вспомогательное подразделение армии Древнего Рима.
Когорта, вероятно, была набрана в правление императора Октавиана Августа из жителей Далмации после 9 года. К эпохе царствования Клавдия подразделение уже существовало. О его ранней истории известно мало. Когорта впервые появляется в датируемой эпиграфической надписи в 80 году в Верхней Германии. Она все ещё там находилась в 134 году. Не позднее 179 года подразделение было передислоцировано в Дакию, где оно оставалось до, по крайней мере, 257—260 годов, к которым относятся последняя датируемая надпись на камне, посвященная безопасности императора Галлиена. Вскоре после этого, Дакия была покинута римской армией и администрацией. По всей видимости, когорта уходила вместе с ними.
Кирпичи и плиты с упоминанием когорты были найдены в следующих римских фортах в Верхней Германии: Ротвайль, Обершейнденфаль, Гроскроценбург, Рюккинген, Висбаден на линии реки Майн. Надписи, где упоминалось подразделение были также найдены в Мартинсфельде (Норик) и Колонии Агриппины (Нижняя Германия). В Дакии когорта оставила упоминания в Дьерне, крепости Молдова Веке, Суцидаве, Ульпии Траяне Сармизегетузе, Претории и Поролиссуме. Известны имена одного префекта когорты, сигнифера и нескольких солдат. Название когорты «civium Romanorum» не появляется в надписях до 222—235 годов. Подразделение имело ряд почетных титулов. Титул «Преданный и верный» впервые появляется в 116 году. В 222 году когорта получила титул «Александров» в честь императора Александра Севера. В 257 году приобретает титул «Валерианов и Галлиенов» в честь императоров Валериана I и Галлиена. Последние упоминания когорты относятся к 268 году.